# Trajan Doda
Trajan Doda (Prilipeț, 1822-Caransebeș, 1895) fue un militar y político rumano, general de división del ejército austrohúngaro.

## Biografía
Nacido el 29 de julio de 1822 en la localidad de Prilipeț, perteneciente al condado de Caraș-Severin, étnicamente era un rumano de Transilvania. Después de graduarse de la escuela primaria, ingresó en la escuela militar de Wiener Neustadt y en 1840 fue ascendido al rango de subteniente. Capitán en 1848, jefe del Estado Mayor en Venecia en 1860 y comandante general de la fortaleza de Cracovia en 1866, el general Trajan Doda participó en todas las campañas austriacas contra Italia (1859) y Prusia (1866).
Dejó la carrera militar y en 1874 los rumanos de Caransebeș lo eligieron diputado a la Dieta de Budapest. Mantuvo este mandato hasta 1887, inicialmente persiguiendo, según Rosetti, la idea de reconciliar el elemento húngaro con el rumano. Reelegido de nuevo en 1887, dirigió una carta al presidente de la Dieta en la que hacía saber que, aunque no dimitía del cargo, no podía participar en las deliberaciones de la Dieta ni prestar el juramento requerido, debido a lo que entendía como una situación de opresión por parte de la monarquía austro-húngara hacia el pueblo rumano. El presidente le respondió convocándolo a presentarse en un plazo de 15 días, en caso contrario su mandato sería cancelado. El ultimátum se cumplió y Trajan Doda protestó con un manifiesto dirigido a sus votantes. Procesado por este último hecho, el Tribunal de Arad lo condenó el 14 de septiembre de 1888 a dos años de prisión y multa. Habría sido sin embargo indultado por el emperador Francisco José. Falleció en Caransebeş el 3 de juliojul./ 15 de julio de 1895greg..